# Torsten Lindqvist
Torsten Lindqvist   (Säffle, 2 de desembre de 1925 - Uppsala, 3 de novembre de 2002) fou un pentatleta suec que va competir durant la dècada de 1950.
El 1952 va prendre part en els Jocs Olímpics de Hèlsinki, on disputà dues proves del programa de pentatló modern. Junt a Lars Hall i Claes Egnell guanyà la medalla de plata en la competició per equips, mentre en la competició individual fou novè.
En el seu palmarès també destaquen dues medalles d'or i una de bronze al Campionat del món de pentatló modern.